# Prychia
Genre
Prychia est un genre d'araignées aranéomorphes de la famille des Sparassidae.

## Distribution
Les espèces de ce genre se rencontrent en Océanie et aux Philippines.

## Liste des espèces
Selon World Spider Catalog (version 21.5, 02/11/2020) :
- Prychia gracilis L. Koch, 1875
- Prychia maculata Karsch, 1878
- Prychia paalonga (Barrion & Litsinger, 1995)
- Prychia pallidula Strand, 1911
- Prychia suavis Simon, 1897

## Publication originale
- L. Koch, 1875 : Die Arachniden Australiens. Nürnberg, vol. 1, p. 577-740 (texte intégral).